# Monty Tiwa
Monty Tiwa (ur. 28 sierpnia 1976 w Dżakarcie) – indonezyjski scenarzysta, reżyser i producent filmowy.
W 2005 r. otrzymał nagrodę Piala Vidia (Festival Film Indonesia) za film Juli di Bulan Juni (kategoria: najlepszy scenariusz). W 2006 r. filmy Ujang Pantry 2 i Denias, Senandung di Atas Awan przyniosły mu kolejne dwie nagrody, odpowiednio Piala Vidia i Piala Citra w kategoriach najlepszy montaż i najlepszy oryginalny scenariusz.
Twórca czołówki Indonesian Idol.